# Krasnoïl's'k
Krasnoïl's'k (in ucraino Красноїльськ?) è un insediamento rurale ucraino di 10 444 abitanti nel distretto di Černivci, nell'oblast' di Černivci. Ospita l'amministrazione della comunità territoriale di Krasnoïl's'k, una delle comunità territoriali dell'Ucraina.
Fino al 18 luglio 2020 Krasnoïl's'k faceva parte del distretto di Storožynec', abolito come parte della riforma amministrativa dell'Ucraina, che ha ridotto a tre il numero dei distretti dell'oblast' di Černivci. L'area del distretto di Storožynec' è stata fusa nel distretto di Černivci.
Fino al 26 gennaio Krasnoïl's'k era classificata come insediamento di tipo urbano. Da tale data è entrata in vigore una nuova legge che ha abolito questo status e Krasnoïl's'k è stata riclassificata come insediamento rurale.
Krasnoïl's'k si trova a 8 km dal confine con la Romania.

## Infrastrutture
Krasnoïl's'k è dotata di una scuola superiore comunale.
Nelle pittoresche aree circostanti Krasnoïl's'k, tra montagne non molto alte e sorgenti di acqua minerale, sono situate diverse basi di villeggiatura e un dispensario antitubercolosi.
Nell'azienda venatoria Zubravycja (Зубравиця) vivono liberi i bisonti.